# Montes Darling

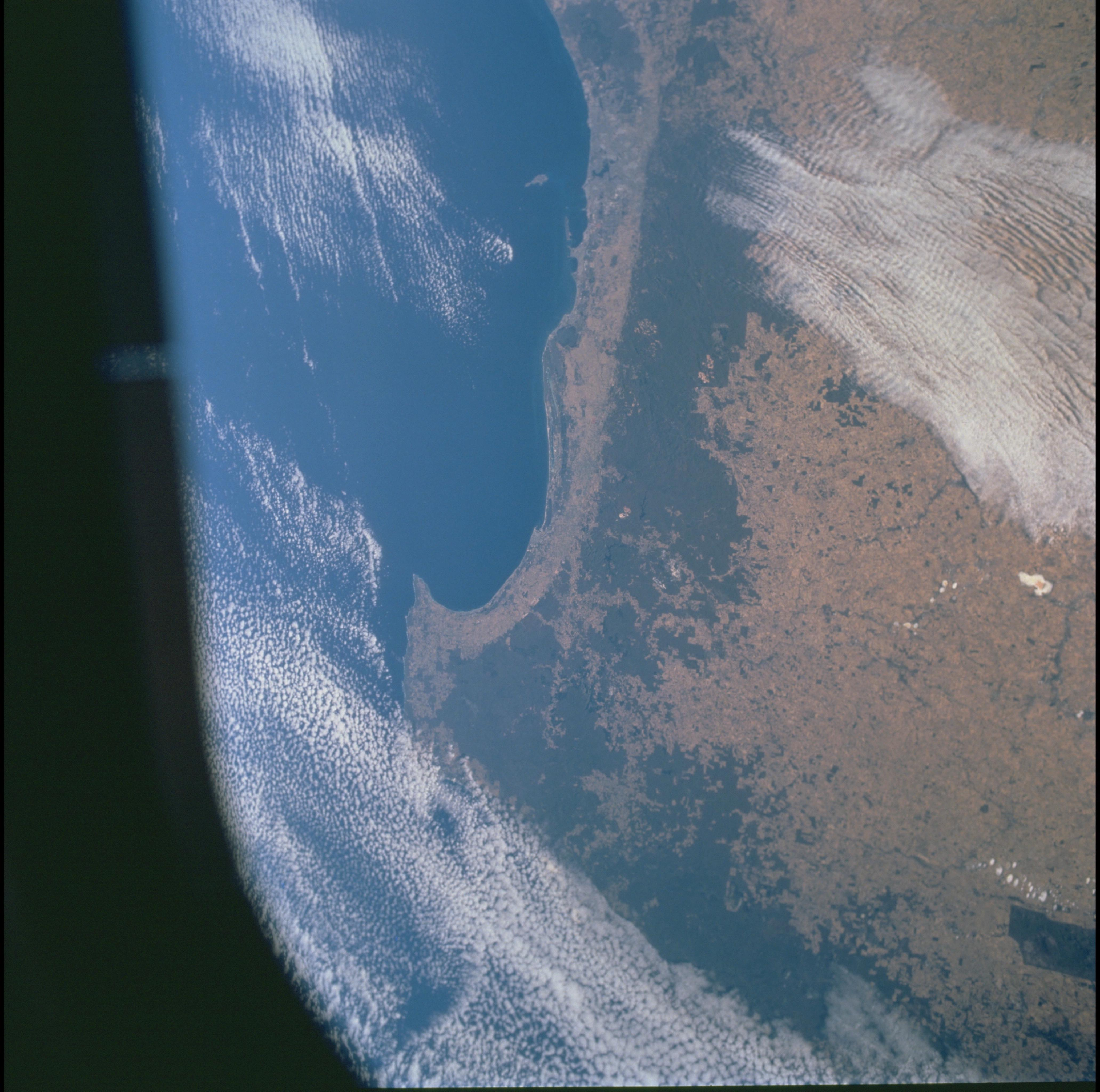
El suroeste de Australia Occidental desde el espacio. El color verde oscuro es la vegetación densa en la escarpa, que se ha conservado para reserva forestal y captación de agua. El límite abrupto de la vegetación en el lado costero coincide con la orilla de la escarpa.

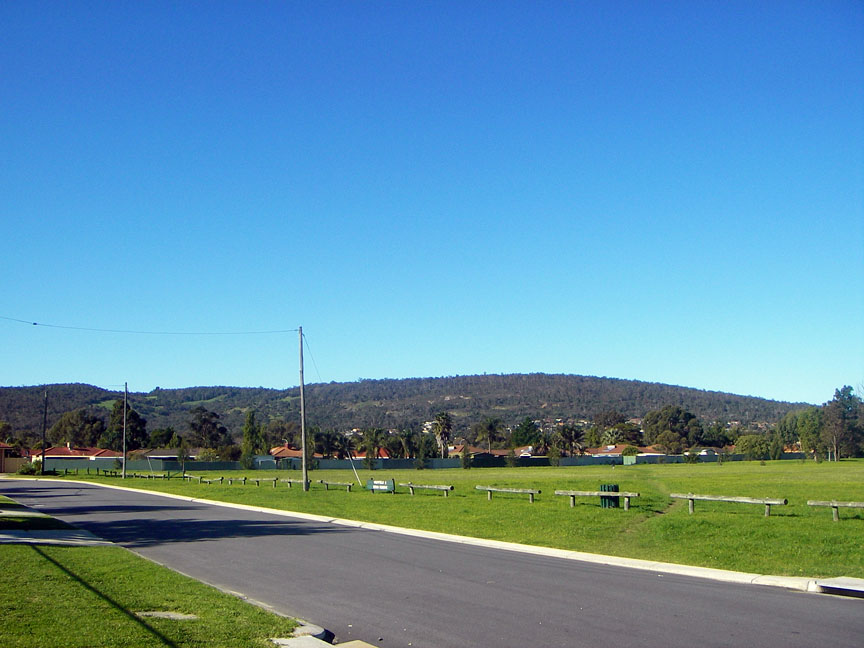
Montes Darling y Perth, imagen tomada desde el suburbio de Kelmscott.

La escarpa Darling o montes Darling (en inglés: Darling Scarp; anteriormente conocida como Darling Range o Darling Ranges) es una escarpa baja que atraviesa de norte a sur el este de la llanura costera de Swan (Swan Coastal Plain) y la ciudad de Perth, Australia Occidental.

## Historia
Mapas de los años 1830 muestran la escarpa llamada "cordillera General Darlings"; que llegó a ser más tarde Darling Range (cordillera Darling), un nombre por el cual la formación era todavía comúnmente conocida en el siglo XIX, a pesar de su común identificación como una escarpa. Existe también una tendencia para identificar los lugares dentro o atrás de la escarpa como las "colinas de Perth" o simplemente "The Hills" (Las Colinas) .
Las primeras travesías por inmigrantes británicos en la colonia del Río Swan ocurrieron en los años 1830. 
Se pueden observar formaciones de granito y gneis en las partes altas de Perth Hills en las carreteras cercanas. Los únicos sedimentos expuestos de la cuenca de Perth, al oeste de la falla, son del Cenozoico, y comprenden materiales tales como caliza arenosa, travertino y dunas de arena sobre la cual la ciudad de Perth está construida, incluyendo arenas de la edad del Pleistoceno se formaron durante la última edad del hielo.

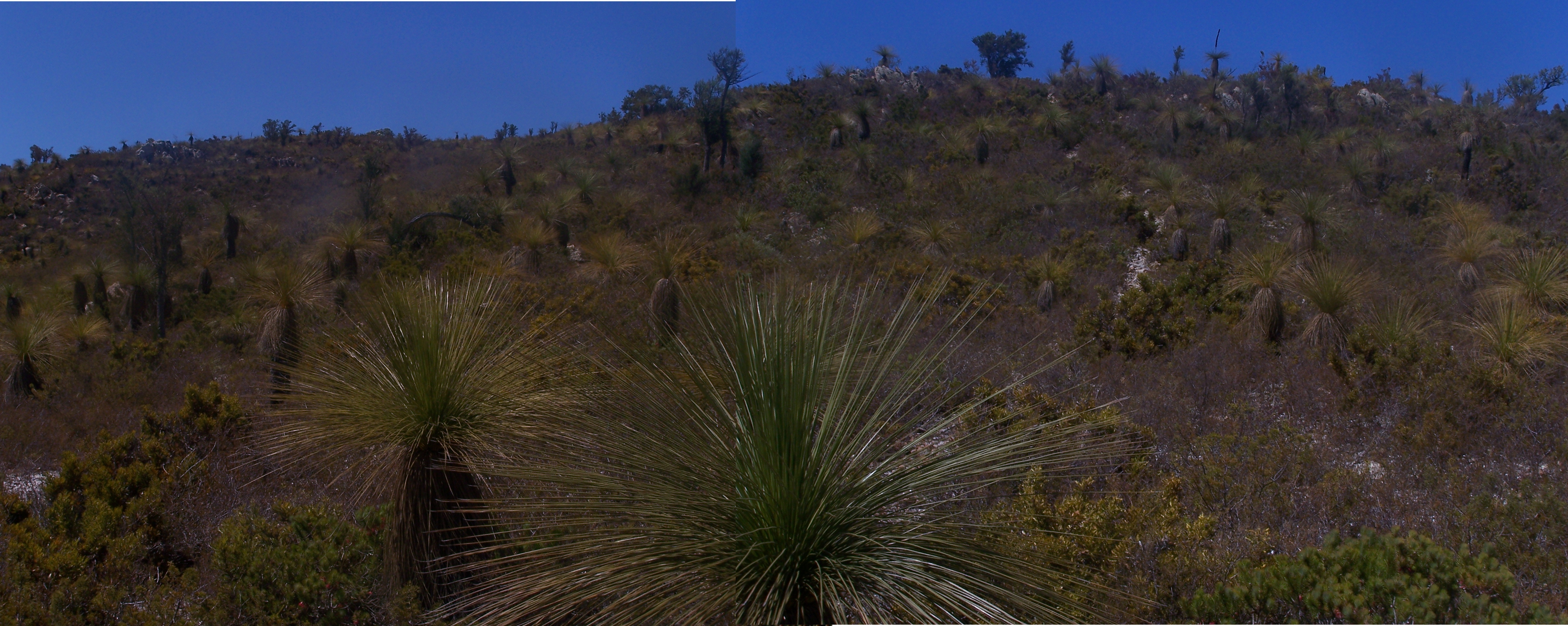
Centro.

## Geografía

### Efectos climáticos
Frecuentemente se identifica un clima diferente para 'Las Colinas' en comparación de aquel de la llanura costera de Swan.
También, en los tradicionales veranos calientes, los fuertes vientos del este que cruzan los montes han presentado serios problemas para los aviones que utilizan el aeropuerto de Perth por el alineamiento de las pistas de aterrizaje.

### Abastecimiento de agua
En el siglo XIX, la mayoría de los ríos que fluían de la escarpa habían sido utilizados para diques para el abastecimiento de agua. Los diques en la escarpa, o ligeramente tierra adentro incluyen: el dique Weir (en el río Helena), y la presa Canning (en el río Canning).
La escarpa también define el límite más oriental de varios acuíferos presentes en los sedimentos de la cuenca de Perth, más notablemente el acuífero Yarragadee del suroeste. La escarpa forma una separación entre las capas de agua hipersaladas típicas de las partes inferiores del terreno del Cratón Yilgarn de las dulces aguas subterráneas de la cuenca de Perth. Algunos diques a lo largo de la escarpa están contaminados por fugas de agua salada del granito en la base de la columna del dique de agua y deben ser periódicamente enjuagados para preservar la calidad del agua.

## Antiguas actividades en la zona
Desde los inicios el siglo XX, los montes Darling han sido explotados por sus canteras, bosques y minas de bauxita. Se construyeron largos ferrocarriles y aserraderos para la extracción de madera y existieron comunidades alrededor de los montes debido a la alta calidad que proporcionaban los bosques de jarrah.

### Canteras de roca
También a principios del siglo XIX numerosas canteras de roca existieron en el borde de la escarpa que son visibles y afectan tanto a la estética y al medio ambiente natural de la escarpa.
En el área del río Helena que emerge de su valle en la planicie arenosa, aún son evidentes cuatro canteras, a pesar de permanecer sin uso por cincuenta años o más. Las montañas y canteras de Statham se manejan ahora como destinos para escalar rocas.
Restricciones legislativas sobre tales desarrollos fueron iniciadas a finales del siglo XX para prevenir posteriores cicatrices visibles en la cara oeste de la escarpa.

### Ferrocarriles
Existieron vías férreas para explotar las canteras y la madera proveniente de los árboles de jarrah.

### Minería de bauxita
A finales del siglo XX, la prueba de depósitos de bauxita muy relacionados con los grandes bosques de jarrah hizo que se vieran grandes protestas en contra de construir minas en los bosques.
El proceso prolongado de protestas forzó al gobierno y mineros a revisar sus propósitos originales, y surgieron amplios procesos para custodiar los segmentos de los bosques de jarrah de la explotación minera resultante.
La escarpa es actualmente el sitio de algunas minas autorizadas de bauxita (o mineral de aluminio), las cuales están explotadas por la compañía Alcoa entre otras. Las minas de bauxita (y áreas rehabilitadas después de las actividades mineras) han borrado todas las evidencias de las redes de los ferrocarriles madereros.

## Actividades actuales en la zona

### Suburbios en la escarpa
Las localidades o suburbios en el 'límite' de la escarpa son aquellos que se sitúan en el límite oeste, y en la mayoría de los casos dominan excelentes vistas de la llanura costera de Swan.
Los suburbios cerca de Midland y Kalamunda con frecuencia se les denomina como Perth Hills (Colinas de Perth)

### Torres de transmisión de televisión
Los suburbios del sur de Kalamunda se utilizan como lugares de transmisión de las principales torres de transmisión del área metropolitana de Perth.

## Phytophthorae incendios
También en el siglo XX, Phytophthora cinnamomi (dieback) empezó a afectar los árboles de jarrah que en particular infectó grandes en zonas del bosque. Actualmente solo la restricción de vehículos ha probado ser efectiva en hacer más lenta la expansión de la enfermedad. Esto ganó gran aceptación y publicidad por la decisión de permitir que el Rally Australia se realizara a largo de las carreteras de servicio que preveían que los vehículos tuvieran un lavado minucioso incluyendo el que se hace al fin de cada etapa.
Los últimos incendios que se han presentado, los más grandes y perjudiciales que se han registrado provocaron que se tomaran acciones de conservación del bosque. Como resultado de la intensidad de los incendios el gobierno incrementó el volumen de quemas controladas en toda la escarpa para reducir la acumulación de materiales inflamables.
A principios de los años 2000, el Parque Nacional Greenmount y el Parque Nacional John Forrest han sufrido repetidamente incendios forestales, siendo en la mayoría de los casos premeditados.

## Parque Regional Montes Darling
Una cadena de reservas de tierras altas del escarpe han sido conectados al parque regional para preservar y conservar partes de la escarpa.
En la mayoría de los casos las reservas en los parques tenían nombres individuales antes de ser incorporados al parque más grande, por ejemplo el Parque Nacional Serpentina, Parque Nacional John Forrest y el Parque Nacional Greenmount, o eran simplemente conocidos como bosques estatales (ej. Bosque Estatal n.º 42).